# De Tegel
De Tegel is de belangrijkste Nederlandse prijs voor journalistiek.  De prijs wordt in diverse categorieën door een vakjury toegekend. De prijs werd in 2006 opgezet op initiatief van het Nederlands Genootschap van hoofdredacteuren, de Nederlandse Vereniging van Journalisten, de Nederlandse Omroep Stichting (NOS) en RTL. De erkenning werd genoemd naar het boek Tegels lichten van Henk Hofland en had de ambitie om uit te groeien tot 'Oscars van de Nederlandse journalistiek'. In 2007 gingen de Prijs voor de Dagbladjournalistiek, het Gouden Pennetje en de Gouden Tape erin op en in 2013 volgde ook de interviewprijs De Luis.

## Uitreikingen
- 2011 - Vanaf 2011 wordt er gewerkt met een nieuwe jurysysteem. De inzendingen worden geselecteerd door collega-journalisten. Voorheen bestond de jury uit gepensioneerde journalisten.
- 2015 - De uitreiking vond plaats op 31 maart 2016 in de Koninklijke Schouwburg in Den Haag. Voor de eerste keer werd de Storimans Tegel, genoemd naar Stan Storimans, voor excellent camerawerk uitgereikt als voortzetting van de Stan Storimans Prijs die vanaf 2009 werd uitgereikt. Bij deze uitreiking werd de Tegel in de categorie 'Talent' mogelijk gemaakt door de familie Sijthoff, oprichters en eigenaren van de krant Haagsche Courant en krantenuitgever Sijthoff Pers.[1] Freddy Sijthoff (F.W. Sijthoff, 1921 - 2009) was lang directeur en eigenaar van Sijthoff Pers en stelde zich daarbij vooral op als "behartiger van de journalistieke belangen".[2] De prijs in deze categorie werd de 'F.W. Sijthoff Tegel voor journalistiek talent' genoemd.[3]
- 2016 - De uitreiking vond plaats op 18 april 2017 in de Koninklijke Schouwburg in Den Haag
- 2019 - Vanaf de 2019 editie werden De Tegels in veertien categorieën uitgereikt. De uitreiking had in verband met de coronacrisis geen feestelijke uitreiking, maar vond grotendeels online plaats in juni 2020. Bij deze uitreiking werden 'Pioniertegels' ingesteld voor beginnende journalisten die 'met een andere bril naar de dingen durven te kijken', waarbij werd gekeken naar 'originaliteit, journalistieke vernieuwing en kwaliteit'.[4]
- 2020 - De prijsuitreiking vond plaats op 10 mei 2021 via een live-stream vanuit de Centrale Bibliotheek in Den Haag
- 2021 - De prijsuitreiking vond plaats op 23 mei 2022 en werd in drie delen bekendgemaakt. In een live uitzending vanuit Amare in Den Haag werden de winnaars van de categorieën Audio, Online, Pionier en Storimans bekendgemaakt via de website. 's Avonds werd in het programma 'Kunststof Radio' de winnaar van de Datategel bekendgemaakt, de overige prijzen kwamen in het latere avondprogramma aan bod. Een extra tegel was voor de Nederlandse organisatie Free Press Unlimited, die wereldwijd strijdt voor onafhankelijke journalistiek.
- 2022 - De 40 juryleden onder voorzitterschap van Gerdi Verbeet beoordeelden een recordhoeveelheid inzendingen. Er werden twee tegengestelde trends in de journalistiek gesignaleerd. Naast de almaar groeiende journalistieke prestaties op het gebied van de diepgravende onderzoeksjournalistiek ook de toegenomen bedreigingen die het werk van journalisten moeilijker maken. De uitreiking vond plaats op 24 april 2023 in de Koninklijke Schouwburg. Het middagprogramma werd gepresenteerd door Ciana Mayam, het avondprogramma door Malou Petter. De winnaars van de Tegels Podcast, Pionier en CBS Data werden de dagen voorafgaand bekendgemaakt in respectievelijk de programma’s Met het Oog op Morgen, The Daily Move (BNR) en Kunststof.
- 2023 - De Tegels werden op 6 mei 2024 uitgereikt in de Koninklijke Schouwburg in Den Haag. Voorafgaand aan de uitreiking was er een studentenprogramma met als thema Activisme en Journalistiek.
- 2024 - Voorafgaand aan de uitreiking op 28 april 2025 in de Koninklijke Schouwburg in Den Haag deelden drie sprekers hun dilemma met studenten: Elisabeth Venicz (docent Fontys) Esther Hammelburg (docent HvA) en Nina Zeelen, journalist en initiatiefnemer Cracking the frame.

## Lijst met winnaars
| Jaar | Categorie                                                      | Winnaar | Inzending | Medium                                                                           |
| ---- | -------------------------------------------------------------- | --- | --- | -------------------------------------------------------------------------------- |
| 2024 | Achtergrond                                                    | Rik Wassens, Carola Houtekamer, Jaap van Heusden en Jefta Varwijk | Deze zes mensen zien het vuilste van wat op internet rondgaat                                                                                                | NRC                                                                              |
| 2024 | Nieuws                                                         | Maria Bouwman, Alexander Dommerholt en Aaldert van Soest | Woningzoekenden de dupe van bezwaarmakende burger. ‘Omwonenden accepteren steeds minder’                                                                     | Nederlands Dagblad en Binnenlands Bestuur                                        |
| 2024 | Eerstelijns Verslaggeving                                      | Daisy Mohr, Edmée van Rijn | Verslaggeving vanuit de hel van Assad | NOS                                                                              |
| 2024 | Talent                                                         | Max Vessies | Wat is het waard? | Mave Media                                                                       |
| 2024 | Storimans                                                      | Bohdan Kinastsjoek | Ze kunnen nergens heen: ‘De muren kun je niet meenemen' | NOS                                                                              |
| 2024 | Onderzoek                                                      | Paul Schram | De Co-Med Crisis | EenVandaag                                                                       |
| 2024 | Interview                                                      | John Schoorl | Een beetje Wimmen | de Volkskrant                                                                    |
| 2024 | Regionaal - Lokaal                                             | Friso Bos, Oscar Spaans en Bart Vuijk | Gifschandaal in Beverwijk | Noordhollands Dagblad                                                            |
| 2024 | Buitenland                                                     | Marjon van Royen | Een coup in zes huilbuien - De Braziliaanse politie ontmaskert militaire samenzweerders                                                                      | De Groene Amsterdammer                                                           |
| 2024 | Pionier                                                        | Nika Buijs, Pim Kakebeeke, Johan Leupen, Joris Polman | Buitenlandse bedrijven maken de dienst uit in de haven van Rotterdam                                                                                         | Financieel Dagblad                                                               |
| Jaar | Categorie                                                      | Winnaar | Inzending | Medium                                                                           |
| 2023 | Achtergrond                                                    | Sinan Can en Daniëlle van Lieshout | Inside kalifaat | BNNVARA                                                                          |
| 2023 | Nieuws                                                         | Abel Bormans, Maud Effting en Willem Feenstra | Werkcultuur bij NOS Sport | de Volkskrant                                                                    |
| 2023 | Eerstelijns Verslaggeving                                      | Rob Vreeken | Reportages uit Israël, kort na de Hamas-aanval in Israël op 7 oktober                                                                                        | de Volkskrant                                                                    |
| 2023 | Storimans                                                      | Jacko van 't Hof | Dokter Ruben | VPRO                                                                             |
| 2023 | Onderzoek                                                      | In-Soo Radstake | Indië verloren - Selling a colonial war |                                                                                  |
| 2023 | Interview                                                      | Stijn Bronzwaer | Interview met Bunq-topman Ali Niknam | NRC                                                                              |
| 2023 | Regionaal - Lokaal                                             | Gep Leeflang | Informeren van de gemeenteraden achter gesloten deuren | de Stentor                                                                       |
| 2023 | Internationaal                                                 | Michiel Driebergen | Reportages vanuit Oekraïne over de oorlog met Rusland | Trouw                                                                            |
| 2023 | CBS Data                                                       | Sebastiaan Grosscurt, Marieke Rotman, Felix Voogt, Pim van der Hulst, Niek Opten, Leo van Raaij en Niek Megens | Ten onrechte geregistreerde grond voor landbouwsubsidie | Investico                                                                        |
| 2023 | Pionier                                                        | Daphne Wesdorp | Verhalen over de oorlog in Oekraïne en Myanmar | Nederlands Dagblad                                                               |
| Jaar | Categorie                                                      | Winnaar | Inzending | Medium                                                                           |
| 2022 | Achtergrond                                                    | Haroon Ali | Het M-woord | NTR                                                                              |
| 2022 | Nieuws                                                         | Milena Holdert en Ben Meindertsma | Onderzoek naar werk op Schiphol | NOS en Nieuwsuur                                                                 |
| 2022 | Verslaggeving                                                  | Lyanne Levy en Bas van Sluis | Parlementaire enquête over de aardgaswinning Groningen | Dagblad van het Noorden                                                          |
| 2022 | Storimans                                                      | Dennis Hilgers | Moessonregens in Pakistan | Nieuwsuur                                                                        |
| 2022 | Onderzoek                                                      | Tim Hofman en anderen | BOOS: This is The Voice | BOOS (BNNVARA)                                                                   |
| 2022 | Interview                                                      | Carola Houtekamer, Jaap van Heusden, Jefta Varwijk | Portret van een voormalig ambulancebroeder | NRC en HUMAN                                                                     |
| 2022 | Regionaal - Lokaal                                             | Joske Meerdink en Diny van Hoften | De ramp met de Phoenix | Omroep Gelderland                                                                |
| 2022 | Buitenland                                                     | Zainab Hammoud | Irak in crisis | Nieuwsuur                                                                        |
| 2022 | CBS Data                                                       | Siebe Sietsma, Anna Pruis, Sjoerd Mouissie, Nour Abdullaa, Jikke Westerink en Lars Boogaard | Hoe data-onderzoek geldstromen van artsen blootlegde | onderzoeksredactie NOS, Nieuwsuur                                                |
| 2022 | Audio - Podcast                                                | Elsbeth Stoker | Grijs Gebied (over politie-infiltraties) | de Volkskrant                                                                    |
| 2022 | Pionier                                                        | Jasper Been | De Groninger gasmiljarden | Financieel Dagblad                                                               |
| 2022 | Publieksprijs                                                  | Jan-Hein Strop en Stefan Vermeulen | Sywert van Lienden sluisde negen miljoen euro naar persoonlijke holding                                                                                      | Follow the Money                                                                 |
| Jaar | Categorie                                                      | Winnaar | Inzending | Medium                                                                           |
| 2021 | Achtergrond                                                    | Piet de Blaauw en Jan Pieter Tuinstra | De Sobibor tapes | NPO Start                                                                        |
| 2021 | Nieuws                                                         | Frank Hendrickx en Tom Kreling | Mondkapjesdeal Sywert van Lienden | de Volkskrant                                                                    |
| 2021 | Verslaggeving                                                  | David Elings, Ruben Leter en Erik Mouthaan | Bestorming Capitool | RTL Mediamap                                                                     |
| 2021 | Storimans                                                      | Daimon Xanthopoulos (documentairemaker), Eddy van Wessel (fotograaf) | Waar liggen de grenzen van Europa? | Trouw                                                                            |
| 2021 | Onderzoek                                                      | Pieter Klein, Stephan Koole en Roel Schreinemachers | Geheime notulen: kabinet hield informatie toeslagenaffaire doelbewust achter voor Tweede Kamer                                                               | RTL Nieuws                                                                       |
| 2021 | Interview                                                      | Sinan Can | Retour Kalifaat | BNNVARA                                                                          |
| 2021 | Regionaal - Lokaal                                             | Bart Vuijk | David tegen Goliath: onderzoeksverhalen over Tata Steel | Noordhollands Dagblad                                                            |
| 2021 | Buitenland                                                     | Klaas van Dijken, Bashar Deeb, Jack Sapoch, Nicole Vögele, Steffen Lüdke, Giorgos Christides, Phevos Simeonidis, Andrea Beer, Srdjan Govedrica, Andrei Popoviciu, Tomas Statius, Peter Keizer, Els van Driel, Jerko Bakotin, Danka Derifaj, Shafagh Laghai, Lamia Sabic | Het Schaduwleger van Europa | Pointer en Lighthouse Reports                                                    |
| 2021 | CBS Data                                                       | Coen van de Ven en Karlijn Saris, Joris Veerbeek en Sahra Mohamed | Misogynie als wapen | De Groene Amsterdammer                                                           |
| 2021 | Audio - Podcast                                                | Annegriet Wietsma, Joram Willink | De Deventer mediazaak | Argos (VPRO) (podcast)                                                           |
| 2021 | Online                                                         | Gert-Jan Dennekamp, Daan van Elk, Leendert de Keijzer (Nieuwsuur), Ardi Vleugels, Devran Alkas, Rick Storm, Cheuk-Ming Tang (NOSop3) | De stemmen bij de MH17 | Nieuwsuur en NOS op 3                                                            |
| 2021 | Pionier                                                        | Thijs Broekkamp | Jezidi getuigenissen ongehoord | Argos (VPRO)                                                                     |
| 2021 | Publieksprijs                                                  | Jan-Hein Strop en Stefan Vermeulen | De mondkapjesaffaire | Follow the Money                                                                 |
| Jaar | Categorie                                                      | Winnaar | Inzending | Medium                                                                           |
| 2020 | Achtergrond                                                    | Derk Stokmans, Mark Lievisse Adriaanse | Hoe Nederland de controle verloor – de corona uitbraak van dag tot dag                                                                                       | NRC Handelsblad                                                                  |
| 2020 | Nieuws                                                         | Eelke van Ark en Jan-Hein Strop | Testen, testen, testen – alleen als het farmaceut Roche behaagt                                                                                              | Follow the Money                                                                 |
| 2020 | Verslaggeving                                                  | Emilie van Outeren | Repressie in Wit-Rusland | NRC Handelsblad                                                                  |
| 2020 | Storimans                                                      | Pierre Rezus | In Europa, zwijgen als het graf | VPRO                                                                             |
| 2020 | Onderzoek                                                      | Milena Holdert en Renee van Hest | Hoe de richtlijnen in de ouderenzorg veranderden | Nieuwsuur                                                                        |
| 2020 | Interview                                                      | Marco Knippen | Ik was bezeten en ik ben niet de enige | Noordhollands Dagblad                                                            |
| 2020 | Regionaal - Lokaal                                             | Sjors van Beek en Rik van Hulst | Politieaffaire Horst | De Limburger                                                                     |
| 2020 | Buitenland                                                     | Sinan Can, Daniëlle van Lieshout, Lisette van Vliet, Wali Hashimi | Bloedmineralen, de talkroute | NPO 2                                                                            |
| 2020 | CBS Data                                                       | Adrián Estrada, Felix Voogt, Evert de Vos m.m.v. Madelon de Goffau, An da Silva | In de stikstofcrisis is niet elk dier gelijk | Investico                                                                        |
| 2020 | Audio - Podcast                                                | Maartje Duin i.s.m. Peggy Bouva | De plantage van onze voorouders | Prospektor/VPRO                                                                  |
| 2020 | Online                                                         | Jerry Vermanen, Thomas de Beus, Tanne van Bree, Marije Rooze, Wouter Hoek, Wouter Kroese, Rene Sommer | De Straat Die Niet Meer Bestaat | Pointer (KRO-NCRV)                                                               |
| 2020 | Pionier                                                        | Ashwant Nandram | | de Volkskrant                                                                    |
| 2020 | Publieksprijs                                                  | Eelke van Ark en Jan-Hein Strop | Testen, testen, testen – alleen als het farmaceut Roche behaagt                                                                                              | Follow the Money                                                                 |
| Jaar | Categorie                                                      | Winnaar | Inzending | Medium                                                                           |
| 2019 | Achtergrond                                                    | Clara van de Wiel en Hugo Logtenberg | #MeToo bij de Universiteit van Amsterdam | NRC Handelsblad                                                                  |
| 2019 | Nieuws                                                         | Ben Meindertsma, Lex Runderkamp, Kees Versteegh en Jannie Schipper | De Nederlandse luchtaanval in Irak | NOS en NRC Handelsblad                                                           |
| 2019 | Verslaggeving                                                  | Yelle Tiedeman, Peter Koop, Carla van der Wal, Tobias den Hartog | Tramaanslag Utrecht | Algemeen Dagblad                                                                 |
| 2019 | Storimans                                                      | Ruben Kocx | Meerdere artikelen over kanker(-medicijnen) | Nieuwsuur en andere media                                                        |
| 2019 | Onderzoek                                                      | Jan Kleinnijenhuis en Pieter Klein | Belastingdienst toeslagen | Trouw en RTL Nieuws                                                              |
| 2019 | Interview                                                      | Coen Verbraak | Onze jongens op Java | BNNVARA                                                                          |
| 2019 | Regionaal - Lokaal                                             | Judith Janssen en Rik van Hulst | Project 46 | De Limburger                                                                     |
| 2019 | Buitenland                                                     | Siebe Sietsma en Luuk Mulder | Paspoorthandel vanuit Malta | Nieuwsuur                                                                        |
| 2019 | CBS Data                                                       | Josta van Bockxmeer, Gaby de Groot en Erik van Rein | Grondspeculatie: de versnippering van Nederland | Het Financieele Dagblad                                                          |
| 2019 | Tekst                                                          | Michael Persson | Mississippi Hanging | de Volkskrant                                                                    |
| 2019 | Audio                                                          | Maarten Dallinga | Verstrikt | Omroep Gelderland                                                                |
| 2019 | Online                                                         | Ilvy Njiokiktjien | Born free: de 'kinderen van Mandela' | NRC Handelsblad                                                                  |
| 2019 | Pionier                                                        | Jolanda van de Beld, Aldert Bergstra, Eline Huisman en Anouk Kootstra, Linda van der Pol | Politie manipuleert misdaadcijfers. | Investico                                                                        |
| 2019 | Publieksprijs                                                  | Jerry Vermanen, Dirk Mostert, Jolien de Vries en Eelke van Ark | Zorgcowboys | Follow the Money, Pointer en Reporter Radio                                      |
| Jaar | Categorie                                                      | Winnaar | Inzending | Medium                                                                           |
| 2018 | Achtergrond                                                    | Yan Ting Yuen en Robert Kosters | De achtste dag | NPO 2 2Doc                                                                       |
| 2018 | Nieuwsverslaggeving                                            | Ana van Es | Aan het front in Jemen | de Volkskrant                                                                    |
| 2018 | Talent                                                         | Daniël Verlaan | | RTL Nieuws                                                                       |
| 2018 | Storimans                                                      | Freek Bottema | Alaska | RTL Nieuws                                                                       |
| 2018 | Nieuws                                                         | Natalie Righton | Halbe Zijlstra | de Volkskrant                                                                    |
| 2018 | Onderzoek                                                      | Milena Holdert en Ghassan Dahhan | Onderzoek naar steun aan Syrische strijdgroepen | Nieuwsuur en Trouw                                                               |
| 2018 | Interview                                                      | Janny Groen | Jason Walters | De Volkskrant                                                                    |
| 2018 | Regionaal - Lokaal                                             | Maarten Dallinga | Anoniem Intiem | Omroep Gelderland, NPO Radio 1 en Radio Oost                                     |
| 2018 | Publieksprijs                                                  | Olivier van Beemen, Laura Stek en Femke van Zeijl | Heineken in Afrika | Follow the Money, VPRO, NPO Radio 1 en NRC                                       |
| Jaar | Categorie                                                      | Winnaar | Inzending | Medium                                                                           |
| 2017 | Achtergrond                                                    | Foeke de Koe en Kees Schaap | De ondergang van de Van Imhoff | BNNVARA / Episode One                                                            |
| 2017 | Interview                                                      | Jannetje Koelewijn | Was ik er maar bij geweest… je kunt elkaar misschien nog vasthouden…                                                                                         | NRC Handelsblad                                                                  |
| 2017 | Nieuws                                                         | Bas Haan | De WODC affaire | Nieuwsuur                                                                        |
| 2017 | Nieuwsverslaggeving                                            | Carlijne Vos | Migratie uit Afrika | de Volkskrant                                                                    |
| 2017 | Onderzoek                                                      | Joep Dohmen en Esther Rosenberg | Het mestcomplot | NRC Handelsblad                                                                  |
| 2017 | Publieksprijs                                                  | Mirke Kist, Nele Eeckhout en Siona Houthuys | Bob | Dorst (VPRO) en audiocollectief SCHIK                                            |
| 2017 | CBS Talenttegel                                                | Timo Nijssen | Dit flesje vaart de wereld rond | de Volkskrant                                                                    |
| 2017 | Storimans                                                      | Dennis Hilgers | Treinreis door de VS: Amerikanen verdeeld over één jaar Trump                                                                                                | Nieuwsuur                                                                        |
| Jaar | Categorie                                                      | Winnaar | Inzending | Medium                                                                           |
| 2016 | Achtergrond                                                    | Sarah Sylbing en Ester Gould | Schuldig | Human                                                                            |
| 2016 | Interview                                                      | Maud Effting en Huib Modderkolk | Van golden boy tot total loss - interview met oud-PVV-woordvoerder Michael Heemels                                                                           | de Volkskrant                                                                    |
| 2016 | Nieuws                                                         | Ingrid de Groot en Peter Groenendijk | De Zaak-DuPont | Algemeen Dagblad                                                                 |
| 2016 | Nieuwsverslaggeving                                            | NOS op 3 | Bij ons in #Molenbeek | NOS                                                                              |
| 2016 | Onderzoek                                                      | Sjors van Beek | De malafide transportwereld | De Limburger                                                                     |
| 2016 | Publieksprijs                                                  | Thomas Rueb | Jij ziet er helemaal niet uit als een politieman! | NRC Handelsblad                                                                  |
| 2016 | Talent                                                         | Anne de Blok | Verwarde Mensen | De Monitor (KRO-NCRV)                                                            |
| 2016 | Storimans                                                      | Harry van de Westelaken | De slag om Mosul. | Brandpunt (KRO-NCRV)                                                             |
| Jaar | Categorie                                                      | Winnaar | Inzending | Medium                                                                           |
| 2015 | Achtergrond                                                    | Thomas Erdbrink en Roel van Broekhoven | Onze man in Teheran | Onze man in Teheran (VPRO)                                                       |
| 2015 | Interview                                                      | Willem Feenstra en Mark Misérus | Interview Sepp Blatter | de Volkskrant                                                                    |
| 2015 | Nieuws                                                         | Gerben Kuitert, Leon ten Voorde, Fardau Wagenaar | FC Twente, de teloorgang van een topclub | De Twentsche Courant Tubantia                                                    |
| 2015 | Nieuwsverslaggeving                                            | Klaas van Dijken | Darfur, oorlog zonder einde | Trouw                                                                            |
| 2015 | Onderzoek                                                      | Bas Haan | Hoe de Teevendeal drie bewindspersonen de kop kostte | Nieuwsuur                                                                        |
| 2015 | Publieksprijs                                                  | Thomas Erdbrink en Roel van Broekhoven | Onze man in Teheran | Onze man in Teheran (VPRO)                                                       |
| 2015 | Talent                                                         | Mark Schrader | | Nieuwe Revu                                                                      |
| 2015 | Storimans                                                      | Reber Dosky en Nina Badoux | Een dag uit het leven van een sluipschutter tegen IS | De Correspondent                                                                 |
| 2015 | Toekomst Prijs                                                 | TMI | | vloggers-netwerk                                                                 |
| Jaar | Categorie                                                      | Winnaar | Inzending | Medium                                                                           |
| 2014 | Achtergrond                                                    | Robert Kosters | Hoe Jan Bennink miljoenen opstreek met troebele koffiedeal                                                                                                   | Vrij Nederland FTM                                                               |
| 2014 | Interview                                                      | Mischa Cohen | Die fucking datum, Lieuwe van Gogh 10 jaar later | Vrij Nederland                                                                   |
| 2014 | Nieuws                                                         | Joep Dohmen en Jeroen Wester | NZA-dossier | NRC Handelsblad                                                                  |
| 2014 | Verslaggeving                                                  | Kees Broere en Marco Prins | Ebola | de Volkskrant / NOS                                                              |
| 2014 | Onderzoek                                                      | Merijn Rengers en John Schoorl | Subsidies voor auto’s en windmolens | de Volkskrant                                                                    |
| 2014 | Publieksprijs                                                  | Maite Vermeulen | De noodhulpmachine | De Correspondent                                                                 |
| 2014 | Talent                                                         | Willem Feenstra | | de Volkskrant                                                                    |
| 2014 | Toekomst Prijs                                                 | Page Facts | |                                                                                  |
| Jaar | Categorie                                                      | Winnaar | Inzending | Medium                                                                           |
| 2013 | Achtergrond                                                    | Oeke Hoogendijk | Het Nieuwe Rijksmuseum, deel 3 en 4 | Het uur van de wolf (NTR)                                                        |
| 2013 | Interview                                                      | Tom Kreling en Hugo Logtenberg | Ik wilde de wereld verbeteren (over Ton Hooijmaijers) | NRC Handelsblad                                                                  |
| 2013 | Nieuws                                                         | Jeroen Trommelen | Henk Krol betaalde zelf geen pensioenen | de Volkskrant                                                                    |
| 2013 | Nieuwsverslaggeving                                            | Jan Eikelboom en Ruth Vandewalle | De oorlog in Syrië | Nieuwsuur                                                                        |
| 2013 | Onderzoek                                                      | Hiske Versprille | Biefstukkoning ontmaskerd | Het Parool                                                                       |
| 2013 | Publieksprijs                                                  | Sanne Terlingen | Paradijs voor Pedo’s | OneWorld                                                                         |
| 2013 | Talent                                                         | Alwin Kuiken | De mensuur | Trouw                                                                            |
| 2013 | Toekomst Prijs / Innovatie Challenge                           | Yvonne Roerdink en Anne van Oudheusden | Oprichting JOB, het Journalistieke OnderzoeksBureau | JOB                                                                              |
| Jaar | Categorie                                                      | Winnaar | Inzending | Medium                                                                           |
| 2012 | Achtergrond                                                    | Jesse Frederik en Eric Smit | Derivatendrama, (Follow the Money) | de Volkskrant                                                                    |
| 2012 | Interview                                                      | Mariëlle Tweebeeke en Bas Haan | Verborgen Camera VUmc | Nieuwsuur                                                                        |
| 2012 | Nieuws                                                         | Politieke redactie van RTL Nieuws | Inkomensafhankelijke Zorgpremie | RTL Nieuws                                                                       |
| 2012 | Nieuwsverslaggeving                                            | Robert Giebels en Jan Hoedeman | Reconstructie Catshuisoverleg | de Volkskrant                                                                    |
| 2012 | Onderzoek                                                      | Arnoud Bodde, Goos de Boer, Henk Blanken, Jantina Russchen, Bas van Sluis en Mick van Wely | Reconstructie Facebookrellen Haren | Dagblad van het Noorden en RTV Noord                                             |
| 2012 | Talent                                                         | Freek Schravesande | De Anatomie van een Klap | nrc.next (NRC Handelsblad)                                                       |
| 2012 | Oeuvreprijs                                                    | Jérôme Heldring | | NRC Handelsblad                                                                  |
| Jaar | Categorie                                                      | Winnaar | Inzending | Medium                                                                           |
| 2011 | Achtergrond                                                    | Geertjan Lassche | Vreemdelingen en Bijwoners, over Molukkers in Kamp Conrad in Rouveen                                                                                         | RTV Oost                                                                         |
| 2011 | Interview                                                      | Daan Heerma van Voss en Daniel van der Meer | Het Decennium (interviewserie) | De Groene Amsterdammer                                                           |
| 2011 | Nieuws                                                         | Sander 't Sas en Jan Born | De gebrekkige beveiliging van het Vodafone voicemailsysteem                                                                                                  | EenVandaag                                                                       |
| 2011 | Onderzoek                                                      | Natalie Righton | Een artikelenreeks over de geïntegreerde politietrainingsmissie in Kunduz                                                                                    | de Volkskrant                                                                    |
| 2011 | Talent                                                         | Camil Driessen | Voor altijd reces | De Pers                                                                          |
| Jaar | Categorie                                                      | Winnaar | Inzending | Medium                                                                           |
| 2010 | Achtergrond - Print                                            | Robert van de Griend en Sander Donkers | De Damschreeuwer | Vrij Nederland                                                                   |
| 2010 | Achtergrond - TV                                               | Maria Mok en Meral Uslu | Longstay | NCRV                                                                             |
| 2010 | Achtergrond - Radio                                            | Gerard Leenders, Irene Houthuijs en Kees van den Bosch | De opkomst en ondergang van het Nationaal Historisch Museum                                                                                                  | Argos (VPRO)                                                                     |
| 2010 | Nieuws - Print                                                 | Merijn Rengers en Ianthe Sahadat | Illegale afstudeerroute bij Hogeschool Inholland | de Volkskrant                                                                    |
| 2010 | Nieuws - TV                                                    | Parlementaire redactie van (NOS) | De brief van Ab Klink | NOS                                                                              |
| 2010 | Nieuws - Radio                                                 | Ellen van den Berg | Kindermishandeling, tussen gerucht en feit | Argos (VPRO)                                                                     |
| 2010 | Nieuws - Online                                                | Stef Biemans en anderen | | Metropolis                                                                       |
| 2010 | Talent                                                         | Marcia Nieuwenhuis | Minaretten, je haat ze of je houdt van ze | De Pers                                                                          |
| 2010 | H.J.A.Hofland tegel voor bijzondere journalistieke verdiensten | Robert Chesal en Joep Dohmen | Seksueel misbruik binnen de Rooms-Katholieke Kerk | Radio Nederland Wereldomroep en NRC Handelsblad                                  |
| Jaar | Categorie                                                      | Winnaar | Inzending | Medium                                                                           |
| 2009 | Achtergrond - Print                                            | Laura van Baars, Wilma van Meteren, Onno Havermans, Cees van der Laan, en anderen | Krimpen in gezamenlijkheid | Trouw                                                                            |
| 2009 | Achtergrond - Radio                                            | Christine Steinhäuser | Made in de GDR | Holland Doc                                                                      |
| 2009 | Achtergrond - TV                                               | Huib Schoonhoven, Karen Kuiper, Kees Vlaanderen | De Kleine Oorlog van Boer Kok | Human                                                                            |
| 2009 | Nieuws - Print                                                 | Lucien Baard | Ernst Jansen Steur | Tubantia                                                                         |
| 2009 | Nieuws - TV                                                    | Ton van der Ham en Manon Blaas | De Q-koortsepidemie | Zembla (VPRO)                                                                    |
| 2009 | Nieuws - Radio                                                 | Suzan Borst en Irene Houthuijs | Corporatie in Crisis: SGGB | Argos (VPRO)                                                                     |
| 2009 | Nieuws - Online                                                | Hans Fels, Lex Runderkamp, Eef Grob | Beagle: In het kielzog van Darwin | VPRO                                                                             |
| 2009 | Talent                                                         | Hans van der Steeg | De Zeepfabriek Cosmara | EO                                                                               |
| Jaar | Categorie                                                      | Winnaar | Inzending | Medium                                                                           |
| 2008 | Achtergrond - TV                                               | Robert van Tellingen en Channah Durlacher | De reconstructie van de speurtocht naar Radovan Karadžić | Hoge Bomen, AVRO                                                                 |
| 2008 | Achtergrond - Print                                            | Philippe Remarque | Te midden van de hooibalen zit Obama | de Volkskrant                                                                    |
| 2008 | Achtergrond - Radio                                            | Gerrit Kalsbeek | Het gelukkige huisdier | De Ochtenden, VPRO                                                               |
| 2008 | Nieuws - Print                                                 | Ronald van Geenen en Kees Wessels | Helft ziekenhuizen gaat in de fout bij borstoperatie | Algemeen Dagblad                                                                 |
| 2008 | Nieuws - TV                                                    | Aart Zeeman | Embryoselectie | Netwerk, NCRV                                                                    |
| 2008 | Innovatie                                                      | Wim Schepens en Robert Wiering | Landroof | Landroof.nl, VPRO                                                                |
| 2008 | Talent                                                         | Tonie Mudde | Het proefdier | Quest                                                                            |
| Jaar | Categorie                                                      | Winnaar | Inzending | Medium                                                                           |
| 2007 | Achtergrond - Dag- en weekbladen                               | Menno Tamminga, Heleen de Graaf, Philip de Witt Wijnen | de ondergang van de ABN-AMRO | NRC Handelsblad                                                                  |
| 2007 | Achtergrond - TV                                               | Monique Wijnans | De Ooggetuigen van de Decembermoorden | NOVA (NPS en VARA)                                                               |
| 2007 | Achtergrond - Radio                                            | Redactie Kunststof | Jan Wolkers Memorial | NPS                                                                              |
| 2007 | Achtergrond - Internet/Multimedia                              | Redactie In Europa | In Europa (serie) | VPRO                                                                             |
| 2007 | Nieuws - Dag- en weekbladen                                    | Ron Lodewijks | Provincie Brabant kocht ambtenaren af | Brabants Dagblad                                                                 |
| 2007 | Nieuws - TV                                                    | Jos van Dongen en André Tak | Het Clusterbomgevoel | Zembla (VPRO)                                                                    |
| 2007 | Nieuws - Radio                                                 | Huub Jaspers, Gerard Legebeke, Frans Jozef Hutsch | Geheime operaties in Afghanistan | Argos (VPRO)                                                                     |
| 2007 | Nieuws - Internet/Multimedia                                   | Redactie 3 voor 12 | Verslaggeving over Lowlands | VPRO                                                                             |
| 2007 | Talent                                                         | Thijs Niemantsverdriet | Frans Timmermans, Vertaler van het ‘Nee’ | Vrij Nederland                                                                   |
| 2007 | Oeuvreprijs                                                    | Bibeb | | Vrij Nederland                                                                   |
| Jaar | Categorie                                                      | Winnaar | Inzending | Medium                                                                           |
| 2006 | Achtergrond - Print                                            | Gerard van Westerloo | De Kippenmoord | M Magazine (NRC Handelsblad)                                                     |
| 2006 | Achtergrond – Radio en TV                                      | Judith Pennarts | Reportages over alcoholmisbruik bij kinderen | NOVA                                                                             |
| 2006 | Achtergrond - Multimedia                                       | Redactie web-log | De Nieuwe Reporter is in een jaar tijd verplichte kost geworden voor journalisten en alle anderen die belang stellen in nieuwe ontwikkelingen op mediagebied | De Nieuwe Reporter                                                               |
| 2006 | Nieuws - Print                                                 | Joost de Haas en Bart Mos | De AIVD-affaire | De Telegraaf                                                                     |
| 2006 | Nieuws - Radio en TV                                           | Martijn Bink en Jikke Zijlstra | Fraude met diploma's | NOS Journaal                                                                     |
| 2006 | Nieuws - Multimedia                                            | Bas de Vries en André Krouwel | Kieskompas.nl | Trouw en Vrije Universiteit Amsterdam (VU)                                       |
| 2006 | Talent - Print                                                 | Robert van de Griend | Undercover op de illegalenboot | Vrij Nederland                                                                   |
| 2006 | Talent - RTV                                                   | Miranda Grit | Amerika vijf jaar na 9/11. | Netwerk                                                                          |
| 2006 | Eervolle vermeldingen                                          | Christiaan Drent, Yvonne Scholten en Chris Kijne | Videoverslaggevers | de Volkskrant, VPRO-radio De Ochtenden en interviews Tegenlicht) en andere media |